# Lepidepecreum californiensis
Lepidepecreum californiensis är en kräftdjursart som beskrevs av Boris Stepanovich Vinogradov 1994. Lepidepecreum californiensis ingår i släktet Lepidepecreum och familjen Lysianassidae. Inga underarter finns listade i Catalogue of Life.